# 立花明彦
立花 明彦（たちばな あけひこ、1961年11月 - ）は、日本の福祉学者（障害者福祉・視覚障害者福祉リハビリテーション・障害者への図書館サービス）。学位は修士（リハビリテーション）（筑波大学・1999年）。静岡県立大学短期大学部部長・社会福祉学科教授。
神奈川県総合リハビリテーションセンター、日本点字図書館での勤務を経て、静岡県立大学短期大学部社会福祉学科助教授、静岡県立大学短期大学部社会福祉学科准教授などを歴任した。

## 来歴

### 生い立ち
1961年（昭和36年）11月に生まれた。桃山学院が設置・運営する桃山学院大学に進学し、社会学部の社会学科にて学んだ。1985年（昭和60年）3月、桃山学院大学を卒業した。同年6月、神奈川県総合リハビリテーションセンターに就職した。その後、1991年（平成3年）4月、日本点字図書館に転じた。また、国が設置・運営する筑波大学の大学院に進学し、教育研究科で学んだ。1999年（平成11年）3月、筑波大学の大学院における修士課程を修了した。それに伴い、修士（リハビリテーション）の学位を取得した。

### 福祉学者として
2001年（平成13年）4月、静岡県立大学に採用され、短期大学部の社会福祉学科にて講師に就任した。2004年（平成16年）4月、短期大学部の社会福祉学科にて助教授に昇任した。学校教育法の一部を改正する法律により、2007年（平成19年）4月より助教授から准教授に移行した。その後、同名の国立大学法人に移管された筑波大学の大学院に再び進学し、図書館情報メディア研究科にて学んだ。2015年（平成27年）3月、筑波大学の大学院における後期博士課程を単位取得満期退学した。2016年（平成28年）4月、静岡県立大学の短期大学部で社会福祉学科の教授に昇任した。静岡県立大学においては、短期大学部の部長に就任するなど要職を歴任した。

## 研究
専門は福祉学であり、障害者福祉、視覚障害者福祉リハビリテーション、障害者への図書館サービス、などといった社会学や図書館情報学にも関連の深い分野の研究に従事していた。具体的には、らい予防法の下でのハンセン病療養所における視覚障害者の生活実態を研究していた。また、点字図書館の歴史について研究するとともに、視覚障碍者に対して図書館はどのようなサービスを提供すべきかといったことなどを研究していた。これまでの業績が評価され、2016年（平成28年）には愛盲報恩会より片岡好亀賞が授与された。なお、教員としての活動が評価され、同年に静岡県立大学学長表彰を受けている。2019年8月に日本介護福祉学会の大会が開催されたが、その際に大会長を務めた。

## 人物
本名は「立花明彦」であり、名の「明彦」は「あけひこ」と読む。

## 略歴
- 1961年 - 誕生。
- 1985年 - 桃山学院大学社会学部卒業[2]。
- 1985年 - 神奈川県総合リハビリテーションセンター入職[3]。
- 1991年 - 日本点字図書館入職[3]。
- 1999年 - 筑波大学大学院教育研究科修士課程修了[2]。
- 2001年 - 静岡県立大学短期大学部社会福祉学科講師[3]。
- 2004年 - 静岡県立大学短期大学部社会福祉学科助教授[3]。
- 2007年 - 静岡県立大学短期大学部社会福祉学科准教授[3]。
- 2015年 - 筑波大学大学院図書館情報メディア研究科後期博士課程単位取得満期退学[2]。
- 2016年 - 静岡県立大学短期大学部社会福祉学科教授[3]。
- 2019年 - 日本介護福祉学会大会大会長。
- 2022年- 社会福祉法人日本点字図書館館長。[9]

## 賞歴
- 2016年 - 静岡県立大学学長表彰[8]。
- 2016年 - 片岡好亀賞[7]。

## 著作

### 単著
- 立花明彦著『何かお手伝いしましょうか』産学社、2014年。ISBN 978-4-7825-3346-8

### 共著
- 立花明彦・松谷詩子著『中途視覚障害者のための点字入門』日本点字図書館、2010年。

### 編纂
- 立花明彦編集・解説、高橋実監修『ボランティア団体の挑戦――点訳および朗読』視覚障害者支援総合センター、2001年。ISBN 492121364X
- 立花明彦編『点字図書館の発展を求め――秋葉博子さん追悼集』点字図書館問題研究会、2007年。
- 鈴木俊文・立花明彦編集『災害時の介護』みらい、2014年。ISBN 978-4-86015-318-2

### 寄稿、分担執筆、等
- 直居鉄監修『視覚障害者の介護技術――介護福祉士のために』改訂新版、YNT、2002年。